# Серо Тузгле
Серо Тузгле (шп. Cerro Tuzgle) је успавани стратовулкан који се налази у департману Сускес, у провинцији Хухуј у северозападном делу Аргентине. Тузгле се налази у унутрашњем венцу Анда, око 280 километара источно од главног вулканског лука. Припада Средишњој вулканској зони Анда, а висок је 5.486 метара.

## Прошлост
Прва активност вулкана Тузгле датира из периода од пре око 650.000 година када је дошло до фирмирања и таложења игнимбрита на овом простору. Убрзо потом, дошло је до бројних ерупција и изливања магме. Најскорији лавични ток настао је пре око 300.000 година, а вулканска активност се наставила и током холоцена. Бројни термални извори постоје око вулкана, као и значајан геотермални потенцијал за коришћење. У прошлости око вулкана се експлоатисао сумпор.

## Географске одлике
Вулкан Серо Тузгле налази се на источном ободу аргентинске Пуне
. Политички и административно смештен је у провинцију Хухуј у оквиру департмана Сускес
. Места Сан Антонио де Лос Кобрес и Сускез налазе се на 45, односно 75 километара од вулкана, а градови Салта и Сан Салвадор де Хухуј удаљени су по 280 и 170 километара. Назив потиче из језика кунса и у преводу приближно значи “брежуљак”, који је добио због свог изгледа
.
Вулкан има једноставну купу и највиши је од свих у унутрашњем венцу. Његова релативна висина је око 1.200 метара јер се издађе са висоравни на надморској висини од  приближно 3.700 метара. Највиша тачка налази се на 5.486 метара. Вулкан је повремено прекривен снегом, а према извештају из 1926. године у кратеру се налазило језеро.

### Клима
Клима овог простора је хладна, условљена великом надморском висином, а дневне аплитуде температуре достижу и до 36 °C. Ветрови дувају са запада и могу достићи и преко 70 km/h. Зими је инсолација веома висока, а падавина има мало. Простор око вулкана је прилично сув (аридан), са мање од 100 милиметара падавина, што је последица положаја Серо Тузглеа, јер Источни Кордиљери блокирају продор влажних ваздушних маса.

## Ерупције и геотермална активност
Серо Тузгле је био активан током плеистоцена. Последњој ерупцији је претходио период неактивности. Вулкан је тренутно неактиван
, у стању успаваности, а локалне власти у Аргентини сматрају га једним од потенцијално најопаснијих
. Област око вулкана је веома слабо насељена и обилује геотермалним изворима. 
Извори се јављају око 6 километара северозападно од врха на месту Агва Калијенте де Тузгле и на локалитету Мина Бети, шест километара југоисточно
. Воде су алкалне и садрже хлорид, а температуре варирају од 40–56 °C. У дубини достижу чак и до 200 °C.